# Vaniaux (Basketballspielerin)
Vaniaux (auch Vuagniaux) ist eine ehemalige Schweizer Basketballspielerin.

## Karriere
Vaniaux nahm mit der Schweizer Basketballnationalmannschaft der Damen an der ersten Europameisterschaft nach dem Zweiten Weltkrieg teil, die Mitte Mai 1950 in Budapest ausgetragen wurde. In den Spielen gegen die Tschechoslowakei (16:70), die Niederlande (29:30), Italien (18:61), Israel (28:21), Österreich (28:26), Rumänien (27:34) und Belgien (29:32) erzielte die Schweizerin 32 Punkte. Gegen Israel (9) und Österreich (11 Punkte) überzeugte Vaniaux als erfolgreichste Werferin des Teams.